# Pedro de Cabrera y Cabrera
Pedro de Cabrera y Cabrera  (Reino de Aragón, ca. 1428-Castillo de Chinchón, enero/febrero de 1507) era un noble aragonés que actuó como funcionario y militar de la Corona castellana en donde fue nombrado caballero de la Orden de Santiago y como tal ocupó el cargo de comendador de Benazuza y Mures de 1467 a 1500 y luego como trece de la misma. Había participado como maestre de campo en las guerras de reconquista de Granada desde 1482 hasta 1492 y pasó a ser el primer señor de la Torre de Palencia desde 1499. Era hermano uterino del marqués Andrés de Cabrera, padre del sucesor señor feudal Miguel Jerónimo de Cabrera y Zúñiga y abuelo del adelantado Jerónimo Luis de Cabrera, gobernador del Tucumán.

## Biografía hasta ser caballero de la Orden de Santiago

### Origen familiar y primeros años
Pedro de Cabrera y Cabrera había nacido hacia 1428 en alguna parte del Reino de Aragón, que formaba parte de la Corona aragonesa y la cual se unió dinásticamente con la vecina Corona de Castilla a raíz del matrimonio en 1469 de Fernando II con su prima segunda Isabel I, quienes luego de asumir como soberanos de sus respectivos territorios en 1474 y 1479 pasaron a ser conocidos como los Reyes Católicos y fueron quienes conformarían a la Monarquía Hispánica.
Era hijo de Alonso Téllez de Cabrera (n. Aragón, ca.1398) y de su sobrina tercera o prima cuarta María Alonso de Cabrera (n. ca.1408-Cuenca, 1496) que se iban a unir en primas nupcias de ambos en el año 1430 para legitimar a sus dos hijos naturales, pero finalmente quedaron amancebados por falta de dispensa de una bula papal, como acontecería con dichos primos soberanos que también se casarían sin ella, por poseer una falsa hasta que a posteriori la obtuvieran.

Las coronas de Castilla y de Aragón en el.

Su único hermano entero era Alonso de Cabrera y Cabrera o bien como el de su padre como Alonso Téllez de Cabrera (n. ca.1429) que se casó con María de Ovalle, y fue maestresala de los Reyes Católicos, regidor de Cuenca, tesorero de la Casa de la Moneda y corregidor de Segovia.
Como su madre finalmente se casó con Pedro López de Gibaja "el de Madrid", Pedro de Cabrera, que también pasó a llamarse con el apellido de su padrastro como López de Madrid, y Alonso tuvieron seis hermanos uterinos, cuatro varones y dos mujeres que también utilizaron el apellido materno Cabrera como principal, siendo el segundogénito Fernando de Cabrera, seguido por Lope Velázquez de Cabrera, luego por el bachiller Juan Pérez de Cabrera que fuera arcediano de Toledo y protonotario apostólico, la penúltima Mari Pérez de Cabrera y la menor de todos, Leonor de Cabrera que se casaría con Francisco de Arriaga.
Otro medio hermano uterino era el primogénito del segundo enlace llamado Andrés de Cabrera y López de Madrid (n. Cuenca, 1430), I señor de Moya desde 1463, I marqués de Moya desde 1480 y I señor de Chinchón desde 1489, que había sido doncel del príncipe castellano desde 1451 y luego camarero mayor desde 1455, caballero de la Orden de Santiago, mayordomo de palacio, consejero y tesorero del ya rey Enrique IV de Castilla, todos los nombramientos desde 1462, además de alcaide del Alcázar de Segovia desde 1470. Si bien Andrés había sido bautizado en la parroquia de San Miguel en el año de nacimiento, como curiosidad se decía en la época que era de familia paterna presumiblemente novo-cristiana medieval —según las intrigas de su enemigo Juan Pacheco, I marqués de Villena— y quien se unió en matrimonio en 1467 con Beatriz de Bobadilla (n. Medina del Campo, 1440), dama de la entonces infanta Isabel desde 1464.
Era nieto paterno de Pedro de Cabrera (n. ca.1368) y de su esposa Mayor Alonso Téllez, bisnieto paterno de Ramón de Cabrera (n. ca.1330) —que era el hermano tercero de los sucesivos VIII y IX vizcondes Ponce IV (1320-1349) y Bernardo III de Cabrera (1325-Tordehumos, 1368), I conde de Osona desde 1356— además de ser el tataranieto del VII vizconde Bernardo II de Cabrera (Calatayud, 1298-1364) casado con Timbor de Fenollet, y trastataranieto o chozno de Bernardo I (f. 1332), VII vizconde de Cabrera, casado en 1290 con Leonor González de Aguilar (f. 1335).
Su abuela materna era María Pérez de Cabrera (n. ca.1388-castillo de Garcimuñoz, 24 de diciembre de 1434) y su esposo Alonso González de Avilés "el del Castillo" (f. antes de 1419), por ser alcaide del castillo de Garcimuñoz, además de bisnieto materno por vía femenina de Mosén Pedro de Cabrera o mal escrito como Martín Pérez de Cabrera (n. Cataluña, ca.1348), quien tuvo que huir a la Corona de Castilla y fue nombrado como alcaide de los castillos de Iniesta y de Garcimuñoz desde 1366, y de su cónyuge María de Luna, y tataranieto materno del ya citado IX vizconde Bernardo III de Cabrera y de su esposa Margarita de Castellbó.

### Comendador santiaguista de Benazuza y Mures
Pedro de Cabrera fue nombrado caballero de la Orden de Santiago hacia 1458 y como tal, fue designado comendador de Benazuza y Mures desde el 3 de octubre de 1467 y además, luego de las contiendas nobiliarias andaluzas de 1472 y 1473 en la que lo apresaron, ocupó el puesto de maestro de la balanza de la Casa de la Moneda desde el 15 de julio de 1476.

## Participación en litigios de la nobleza andaluza y en la reconquista de Granada

### Contienda entre el duque de Medina Sidonia y el conde de Cádiz
Cuando estaba Fernán Arias de Saavedra, señor del Viso, en Alcalá de Guadaira en el año 1473 con cien hombres de Rodrigo Ponce de León, II marqués de Cádiz, desde donde hacía correrías en los campos de Sevilla, fue cuando el comendador Pedro de Cabrera con otros caballeros de Enrique de Guzmán, II duque de Medina Sidonia, lo atacaron, por lo que las fuerzas de Saavedra iban resistiendo hasta que casi derrotados aparecieron los refuerzos del comendador Luis Muñiz de Godoy, alcaide de los alcázares de Carmona, y de Pedro de Mosquera, alcaide de Marchena, con todos sus hombres que en un momento desbarataron las fuerzas del duque, cayendo muerto en el campo de batalla sus hermanos Enrique y Alonso de Guzmán.
Una vez que se rindieron las fuerzas del duque de Medina Sidonia, su otro hermano Juan de Guzmán y el comendador Pedro de Cabrera cayeron prisioneros, entre otros.

### Maestre de campo en la reconquista de Granada
Sirvió como maestre de campo con sus vasallos en las guerras de reconquista de Granada a los Reyes Católicos desde 1482 y quienes con su ejército castellano-aragonés entraron en la vega de la misma en mayo de 1491, para seguir con el asedio de dicha ciudad musulmana desde el cercano campamento de Santa Fe, ya erigido en fortaleza con torres, muros y fosa circundante.
Los ejércitos cristianos lograron capitular la ciudad de Granada el 25 de noviembre de 1491, celebrándose la toma y entrega de la misma el 2 de enero de 1492 y en aquel campamento-ciudad fue en donde el almirante genovés Cristóbal Colón —luego de entrevistarse el 31 de diciembre de 1491 con los reyes en la tienda de Diego Gutiérrez de los Ríos y Hoces, II señor de Las Ascalonias— logró la confirmación de las Capitulaciones de Santa Fe el 17 de abril de 1492.

## Señor feudal, renuncia de encomiendas, trece de Santiago y deceso

### Señor de la Torre de Palencia

Corona de señor feudal.

Pedro de Cabrera con su esposa se convirtieron en los primeros señores de la Torre de Palencia de la Casa de Cabrera por haber fundado un mayorazgo el 30 de septiembre de 1499 para su único hijo varón Miguel Jerónimo, con autorización en Granada de los Reyes Católicos.
El territorio señorial estaba ubicado en el norte del Aljarafe y con residencia en la localidad de Valdovina —que actualmente pertenece al municipio de Tomares— situado cerca del término del señorío de Gines del cual se desprendió, cuyo remanente recayó en la Casa de Guzmán, y en la banda occidental del río Guadalquivir que los separaba de la ciudad de Sevilla. Finalmente el mayorazgo fue confirmado por escritura otorgada en Sevilla por dichos monarcas el 13 de octubre de 1500.

### Trece de Santiago y renuncia de las encomiendas
El 22 de junio de 1500, renunció a las encomiendas de Benazuza y Mures a favor de los Reyes Católicos para poder asumir como trece de la Orden de Santiago, pero dichos monarcas lo cedieron por real cédula en Sevilla al hijo Miguel Jerónimo.

### fallecimiento
El señor feudal Pedro de Cabrera y Cabrera falleció entre los meses de enero y febrero de 1507 en el Castillo de Chinchón del reino de Toledo que a su vez conformaba a la Corona de Castilla.

## Matrimonio y descendencia
El noble Pedro de Cabrera y Cabrera se había unido en matrimonio en el año 1465 con Leonor de Zúñiga y de la Cerda (Sevilla, ca. 1445 - Valdovina, e/ abril y diciembre de 1507), II señora de la Torre de Palencia de la Casa de Zúñiga desde 1499 y de ascendencia real, la cual era una hija de Gonzalo de Zúñiga y Medina (n. ca. 1424 - f. antes de 1488) y de su esposa María de la Cerda (n. ca. 1425), XIII señora de Castellanos y última del mismo ya que una vez viuda se lo vendió en 1488 al gran maestre santiaguista Alonso de Cárdenas por dos millones y medio de maravedíes.
Leonor de Zúñiga era nieta paterna de Diego López de Zúñiga y Leiva (¿Valladolid?, ca 1404 - ¿Valdovina?, 1499), I señor de la Torre de Palencia de su linaje desde el 20 de mayo de 1429 y veinticuatro de Sevilla —hijo natural de los entonces adolescentes Juana Sánchez de Leiva (n. ¿Valladolid?, ca. 1390) y de su primo Gonzalo López de Zúñiga y Leiva (n. Valladolid, 1390), posterior obispo de Palencia de 1415 a 1422 y de Jaén de 1422 a 1456, y nieto paterno de Juana García de Leiva (n. ca. 1365), señora de Villavaquerín, y de su esposo el mariscal y justicia mayor castellano Diego López de Zúñiga (n. Castañares, ca. 1350), I señor de Béjar, Castella, Baides, Curiel, Grañón, Monterrey, y otros feudos como el señorío de Gines de 1388 a 1412, y XII señor de Zúñiga, Bañares y Mendavia— y de su cónyuge Leonor González de Medina (n. ca. 1408) que era una hija a su vez de Teresa González de Medina y del tesorero mayor andaluz Juan Fernández de Villafranca, veinticuatro de Sevilla, y una nieta materna del alcalde mayor sevillano Fernando González de Medina, alcaide del Real Alcázar y atarazanas de Sevilla.
Además Leonor era nieta materna de Álvar Gutiérrez de Valverde (n. ca. 1395), XII señor de Castellanos y que había sucedido a sus dos hermanos mayores —el X señor de Castellanos de nombre desconocido (n. ca. 1390) y el otro como el XI señor Juan Gutiérrez de Valverde (n. ca. 1385), ambos aparentemente sin descendientes— además de Inés de la Cerda y Valverde (n. 1397) casada en 1416 con Juan Ruiz de Alarcón que era el señor de la Casa de Alarcón, y estos cuatro hermanos eran hijos de Fernán Gutiérrez de Valverde (n. ca. 1355), IX señor de Castellanos, y de su mujer Mafalda de la Cerda (n. ca. 1367), nietos maternos de Martín González de la Cerda (n. ca. 1347) y de su esposa portuguesa Violante Álvares Pereira (n. ca. 1355) —que era hermana del condestable portugués Nuno Álvares Pereira (n. 1360), VII conde de Barcelos, III conde de Ourém y II conde de Arraiolos— y bisnietos maternos del alguacil mayor sevillano Juan de la Cerda (n. 1327 - f. 1357), II señor de Huelva y del Puerto de Santa María de su linaje y III señor de Gibraleón, y de su concubina Sol Martínez.
Fruto del matrimonio entre Pedro de Cabrera y su esposa Leonor de Zúñiga hubo por lo menos tres hijos:
- María de Cabrera[1][30] (n. ca. 1470) que se casó con Álvaro Pérez de Guzmán.[30]
- Ana de Cabrera[1][30] (n. ca. 1475) que se enlazó con Bernardino de Córdoba.[1][30]
- Miguel Jerónimo de Cabrera y Zúñiga[1][30] (Sevilla, Andalucía, Corona de Castilla, 1483 - ib., Corona de España, 4 de diciembre de 1546), II señor de la Torre de Palencia desde 1507, era un militar español que pasó a ser caballero de la Orden de Santiago y como tal fue nombrado comendador de Benazuza y Mures desde 1500, además participó como maestre de campo en las guerras italianas desde 1521 hasta 1527. Se unió dos veces en matrimonio, en primeras nupcias con Elena de Figueroa y Ponce de León, con quien tuvo cuatro hijos, y en segundas nupcias con su amante viuda María de Toledo y Hernández del Pedroso,[20] quien le daría ocho descendientes.